# Dalías

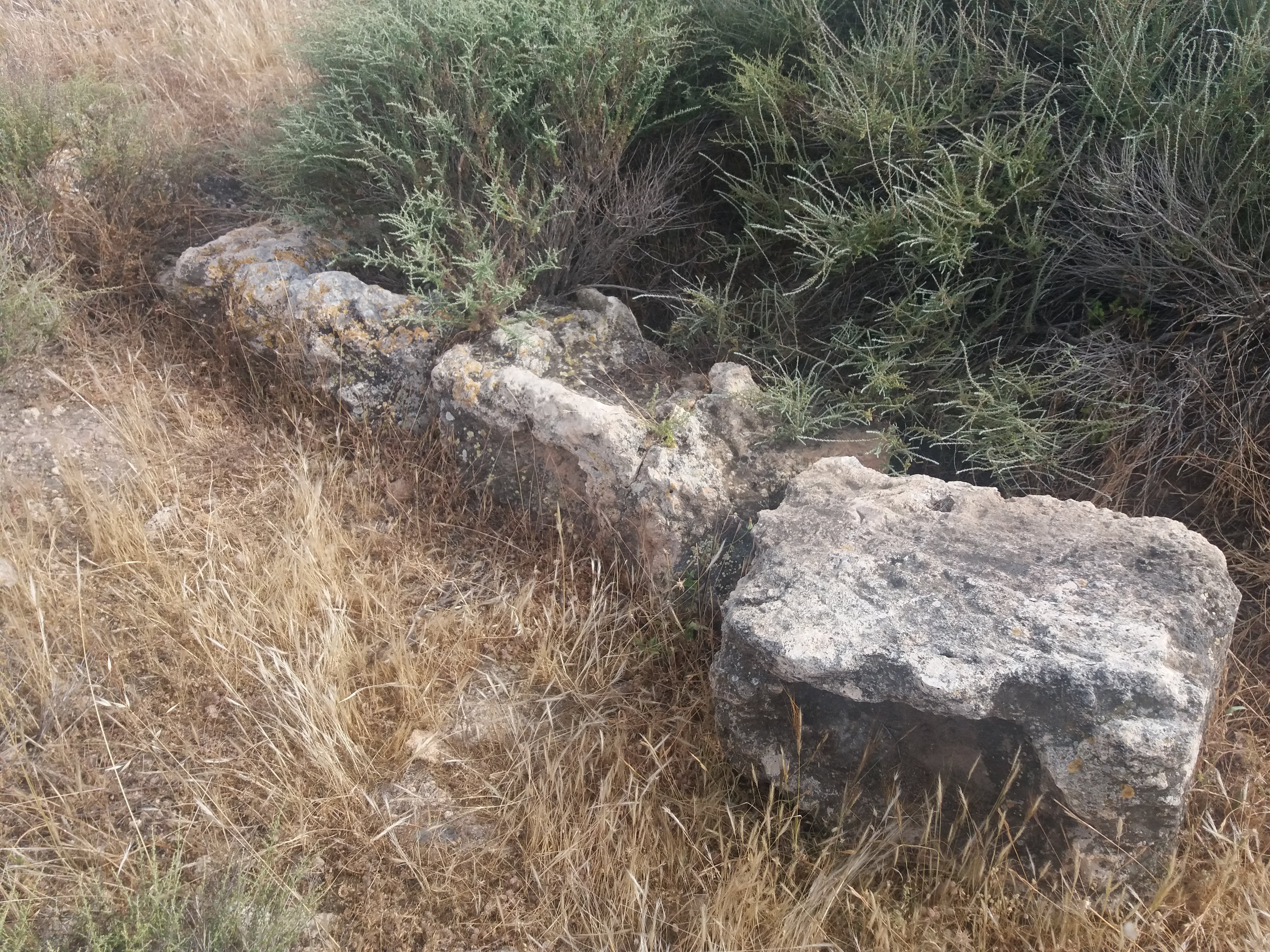
Restos arqueológicos de El Cerrón de Dalías

Dalías es una localidad y municipio español situado en la parte centro-norte de la comarca del Poniente Almeriense, en la provincia de Almería, comunidad autónoma de Andalucía. Limita con los municipios de El Ejido, Balanegra, Berja, Fondón, Almócita, Padules, Canjáyar, Felix y Vícar.
El municipio daliense comprende los núcleos de población de Dalías —capital municipal— y Celín.

## Toponimia
Dalías fue fundada con el topónimo árabe de Dalyat. Al-Udri se refiere a ella como Dalaya.

## Geografía física

### Situación
Integrado en la comarca del Poniente Almeriense, se encuentra situado a 43 kilómetros de la capital provincial, a 138 de Granada y a 264 de Murcia. El término municipal está atravesado por la carretera A-358, que conecta las localidades de Berja y El Ejido.
| Noroeste: Berja                | Norte: Fondón, Almócita y Padules | Nordeste: Canjáyar  |
| Oeste: Berja                   |                                   | Este: Felix y Vícar |
| Suroeste: Balanegra y El Ejido | Sur: El Ejido                     | Sureste: El Ejido   |

### Riesgos naturales
El municipio de Dalías cuenta con un PTEL que cumple con la Ley 5/2010 sobre autonomía local.

## Historia
Los primeros núcleos habitados de la zona estarían situados probablemente en los parajes de El Cerroncillo y El Cerrón, donde se han encontrado restos de la Edad del Bronce, un poblado ibérico y restos de cerámica romana.
Es en la época de al-Ándalus cuando aparece Dalías en su actual emplazamiento con el nombre de "Dalaya". En este período los acuíferos de Celín propician la expansión del regadío en las estribaciones de la sierra de Gádor, con el correspondiente aumento de la población. Así, en el siglo VIII, Dalías es citada como alquería, como fortaleza en el siglo X, y con una mezquita mayor en el siglo XIII, siendo renombrada su producción de seda, ganado ovino-caprino y plantas aromáticas. Su población irá en aumento durante los siglos XIII y XIV, conforme avanzan las conquistas cristianas, hasta aparecer como capital de la taha de "Dilaya" (Dalías) dentro de la división administrativa del Reino de Granada y, finalmente, como parte del feudo dado por los Reyes Católicos a Boabdil, último poder musulmán en la península. A mediados del siglo XVI llega a Dalías la rebelión de los moriscos, quedando la población destrozada, con numerosas bajas entre sus habitantes. El territorio, despoblado, sería ocupado de nuevo por cristianos viejos llegados a Dalías atraídos por la bondad de su suelo y clima.
La montaña siempre trajo riqueza, desde los fenicios, romanos y musulmanes que explotaron su mineral, pastos y leñas, hasta las grandes explotaciones mineras del siglo XIX que extraían fundamentalmente la galena argentífera. El núcleo mantiene en su estructura urbana los rasgos de su origen medieval musulmán, viviendas con huerto, que no jardín, calles ciegas y estrechas a modo de pequeñas plazoletas y trazado irregular. No obstante, es el camino de Berja y Almería el que actúa como eje cardinal de la trama urbana en torno al cual se van a ir produciendo los asentamientos en las sucesivas fases. El paisaje de Celín también guarda una influencia morisca que denota su origen medieval.
Cuando la sierra de Gádor parecía acabada con el declive de la minería, su agua subterránea impulsó una nueva actividad agrícola, cubriéndose el piedemonte de huertos y parrales, donde se producía una uva de mesa ("Ohanes") de buena calidad exportadora, reconvertida en los últimos años a cultivos extratempranos bajo invernadero, eje fundamental de la actividad económica del municipio en la actualidad.
La mayor parte de la población se asienta en la ciudad de Dalías, título que otorgado por el rey Alfonso XIII el 12 de febrero de 1920.
Dalías fue la capital de un municipio que abarcaba su actual término municipal junto con el de El Ejido, hasta que en 1981 en una sesión plenaria y con un posterior acuerdo del gobierno autonómico se trasladó a El Ejido la capitalidad de ese municipio y más tarde, en 1982, por el Real Decreto 2251/1982 de 30 de julio se establece la segregación de los núcleos de Dalías y Celín que se constituyeron en un nuevo municipio con capital en Dalías.
El 19 de septiembre de 1993, tras la procesión del Cristo de la Luz, un incendio destruyó el interior de la iglesia de Santa María de Ambrox, provocando además gravísimos daños a la imagen del cristo y demás patrimonio. Los trabajos en la restauración de la iglesia se prolongaron durante diez años, siendo el estado actual de la iglesia mejor que el que tenía antes del incendio.
En mayo de 2003 durante la última visita que realizó a Madrid el papa Juan Pablo II, fue canonizado San José María Rubio, más conocido como "El Padre Rubio". Este hijo del pueblo de Dalías ingresó como jesuita y ejerció su labor pastoral en Madrid. Anteriormente, en 1985, fue beatificado en Roma por el mismo papa. En la actualidad es el único santo nacido en la provincia de Almería.

## Geografía humana

### Organización territorial
Además de la cabecera municipal, Dalías cuenta también con otra entidad de población según el nomenclátor publicado por el Instituto Nacional de Estadística: Celín.

### Demografía
Cuenta con una población de 4169 habitantes (INE 2024).
| Gráfica de evolución demográfica de Dalías entre 1842 y 2021 |
| |
| Población de derecho según los censos de población del INE. Población de hecho según los censos de población del INE.Entre el censo de 1991 y el anterior, disminuye el término del municipio porque independiza a 04902 (El Ejido). |

### Comunicaciones
Las principales vías de comunicación que transcurren por el municipio son:
| Identificador | Denominación        | Itinerario        |
| ------------- | ------------------- | ----------------- |
| A-358         | De Berja a El Ejido | Berja - El Ejido  |
| AL-4302       | De A-358 a A-7      | A-358 - Tarambana |

Algunas distancias entre Dalías y otras ciudades:
| Ciudades | Distancia (km) |
| -------- | -------------- |
| El Ejido | 9              |
| Almería  | 43             |
| Granada  | 138            |
| Jaén     | 229            |
| Murcia   | 264            |

### Economía

#### Evolución de la deuda viva municipal
| Gráfica de evolución de deuda viva del Ayuntamiento de Dalías entre 2008 y 2019                                |
| |
| Deuda viva del Ayuntamiento de Dalías en miles de euros según datos del Ministerio de Hacienda y Ad. Públicas. |

## Símbolos
Dalías cuenta con un escudo adoptado de manera oficial el 16 de marzo de 1959, y viene empleando una bandera propia sin oficializar.

### Escudo
Su descripción heráldica es la siguiente:

En campo de gules (rojo), una embarcación de remos prerromana bogando sobre ondas de plata (blanco) y azur (azul), acompañada en lo alto respectivamente por un yugo y un haz de flechas, ambos de oro (amarillo) y con sus cintas.

Pese a no tener costa el municipio desde 1982 —cuando El Ejido se segregó de Dalías—, el barco alude a su pasado marinero remontándose hasta la época prerromana. El yugo y las flechas, símbolos heráldicos de la reina Isabel de Castilla y el rey Fernando de Aragón, evocan la Reconquista de la ciudad por estos soberanos.

### Bandera
La enseña que viene usando el municipio tiene la siguiente descripción:

Bandera rectangular, de color blanco, con el escudo municipal en el centro.

## Política
En las primeras elecciones municipales democráticas celebradas en 1979, los actuales términos municipales de Dalías y El Ejido formaban aún un mismo municipio con la capital en el núcleo de Dalías. Esa primera corporación democrática, que tuvo un alcalde del Partido Socialista Obrero Español (PSOE) y otro de la Unión de Centro Democrático (UCD), decidió trasladar la capital del municipio al núcleo de El Ejido. Esto provocó en el núcleo de Dalías un fuerte rechazo convocándose unas protestas masivas y una huelga general exigiendo no perder el ayuntamiento. Finalmente en 1982 los núcleos de Dalías y Celín se segregaron para constituirse en municipio independiente (Real Decreto 2251/1982 de 30 de junio).
En 1982, tras la definitiva división del antiguo término municipal, en Dalías se eligió como nuevo alcalde a José Criado Maldonado. Éste había sido el presidente de la Asociación de Vecinos "Cristo de la Luz" que defendió que Dalías conservase su independencia administrativa. Hasta las elecciones de 1983, según la legislación vigente, el municipio de Dalías estuvo gobernado mediante una comisión gestora presidida por el alcalde.
José Criado Maldonado se presentó a las elecciones municipales de 1983 y 1987 por una agrupación de electores Independiente, ganando ambas por mayoría absoluta y obteniendo más del 70% de los votos.
En las elecciones municipales de 1991 el PSOE encabezado por María Elena Sánchez Valdivia obtuvo mayoría absoluta, victoria que se repetiría en las elecciones de 1995 y mediante un pacto con Izquierda Unida en 1999. 
En las elecciones de 2003 el Partido Popular (PP) ganó por mayoría absoluta y Jerónimo Robles Aguado se convirtió en alcalde de Dalías. En 2005 problemas internos en el Partido Popular de Almería provocaron una escisión en el partido, creándose el Partido de Almería (PdAL), formación se unieron todos los concejales del equipo de gobierno de Dalías después de que éstos abandonaran el PP. Con la nueva formación política, Jerónimo Robles volvió a presentarse a las elecciones municipales de 2007 obteniendo una arrolladora victoria, pero en medio de la legislatura anunció por sorpresa su baja del PdAL junto a otros concejales de su equipo de gobierno, gobernando así el ayuntamiento mediante la figura jurídica de "concejales no adscritos sin grupo".
En las elecciones municipales de 2011 cinco partidos políticos obtuvieron representación en este ayuntamiento que está compuesto por 11 concejales, y tras no llegar ninguno a ningún tipo de acuerdo, fue el partido con mayor número de votos el que tuvo derecho a gobernar en minoría. Tarea realizada por el grupo "Independientes Por Dalías", cuyo cabeza de lista fue de nuevo Jerónimo Robles.
Tanto en las elecciones municipales de 2015 como en las de 2019, PP y PSOE empataron en número de concejales con lo que un pacto entre PSOE e Izquierda Unida (IU) le dieron la alcaldía al socialista Francisco Giménez Callejón. En junio de 2022 renuncia a la alcaldía Francisco Giménez tras una serie de dimisiones y desavenencias en el equipo de Gobierno.
En julio de 2022 es investido como alcalde Francisco Trinidad Lirola Martín (PP) ya que fue el candidato del partido más votado en las últimas elecciones celebradas tres años antes. En 2023 Francisco Trinidad Lirola Martín continuaría como alcalde de Dalías después de ganar las elecciones municipales como cabeza de lista del Partido Popular con una amplia mayoría.
Los resultados en Dalías de las últimas elecciones municipales, celebradas en mayo de 2023, son:
| Elecciones Municipales - Dalías (2023) | Elecciones Municipales - Dalías (2023)    | Elecciones Municipales - Dalías (2023) | Elecciones Municipales - Dalías (2023) | Elecciones Municipales - Dalías (2023) |
| Partido político                       | Partido político                          | Votos                                  | %Válidos                               | Concejales                             |
| -------------------------------------- | ----------------------------------------- | -------------------------------------- | -------------------------------------- | -------------------------------------- |
|                                        | Partido Popular (PP)                      | 1158                                   | 55,01%                                 | 7                                      |
|                                        | Partido Socialista Obrero Español (PSOE)  | 494                                    | 23,46%                                 | 3                                      |
|                                        | Izquierda Unida-Dalías con Andalucía (IU) | 320                                    | 15,02%                                 | 1                                      |
|                                        | Ciudadanos (Cs)                           | 71                                     | 3,37%                                  | 0                                      |
|                                        | Vox (VOX)                                 | 35                                     | 1,66%                                  | 0                                      |

### Alcaldes
| Legislatura | Nombre | Grupo           |
| ----------- | --- | --------------- |
| 1979-1983   | Luis Martín Maldonado (1979-1980) José Antonio García Acien (1980-1982) José Criado Maldonado (1982-1983) | PSOE UCD indep. |
| 1983-1987   | José Criado Maldonado                                                                                     | indep.          |
| 1987-1991   | José Criado Maldonado                                                                                     | indep.          |
| 1991-1995   | María Elena Sánchez Valdivia                                                                              | PSOE            |
| 1995-1999   | María Elena Sánchez Valdivia                                                                              | PSOE            |
| 1999-2003   | María Elena Sánchez Valdivia                                                                              | PSOE            |
| 2003-2007   | Jerónimo Robles Aguado                                                                                    | PP / PdAL       |
| 2007-2011   | Jerónimo Robles Aguado                                                                                    | PdAL / indep.   |
| 2011-2015   | Jerónimo Robles Aguado                                                                                    | IpD             |
| 2015-2019   | Francisco Giménez Callejón                                                                                | PSOE            |
| 2019-2023   | Francisco Giménez Callejón (2019-2022) Francisco Trinidad Lirola Martín (2022-2023)                       | PSOE PP         |
| 2023-act.   | Francisco Trinidad Lirola Martín                                                                          | PP              |

## Servicios públicos

### Sanidad
Dalías pertenece a la zona básica de salud de Berja, en el distrito sanitario del Poniente de Almería. El municipio cuenta con un consultorio médico situado en la plaza de la Constitución.

### Educación
Los centros educativos que hay en el municipio son:
| Denominación genérica                    | Nombre del centro    | Naturaleza | Dirección                  |
| ---------------------------------------- | -------------------- | ---------- | -------------------------- |
| Sección de educación permanente          | SEP Al-Hudry         | Público    | C/ Casino, 18              |
| Instituto de educación secundaria        | IES Ciudad de Dalías | Público    | Av. de las Alpujarras, 254 |
| Colegio de educación infantil y primaria | CEIP Luis Vives      | Público    | C/ Padre Rubio, 42         |
| Escuela infantil                         | EI Madre Ignacia     | Público    | C/ 1 de Mayo, s/n          |

## Cultura

### Patrimonio
Entre los monumentos y edificios históricos más señalados destaca la iglesia de Santa María de Ambrox de Dalías, la casa consistorial, la casa de la cultura y teatro municipal, el colegio Luis Vives —el más antiguo de la provincia—, el Monumento a las Culturas y Pueblos de España, la Santa Cruz en Dalías, los antiguos Torreones nazaríes conocidos en la localidad como "Garitas" de los cerros de la Garita y Aljándar, el Casino de Dalías, las fuentes del Peregrino, del Deseo y Peralta, el yacimiento púnico de Dalías, El Cerrón y el monumento natural del peñón de Bernal.
Y en Celín la iglesia de San Miguel Arcángel, la ermita de los Dolores o de Aljízar, la ermita de San Miguel en Celín, los baños de la Reina, el pantano árabe y la fuente de la Torre.

### Patrimonio cultural inmaterial
Las fiestas de Dalías en honor al Santísimo Cristo de la Luz fueron declaradas de Interés Turístico Nacional en 1997. Se celebran cada año durante la tercera semana de septiembre, siendo el día grande el tercer domingo de ese mes. En estas fiestas destacan por su fervor religioso y su espectáculo pirotécnico en el que se lanzan miles de cohetes durante toda la procesión del cristo por las calles del pueblo, especialmente a la entrada y salida de la imagen en la iglesia.
La segunda fiesta local es la de Celín que se celebra cada año durante la semana más cercana al 29 de septiembre, día de San Miguel Arcángel, el patrón de la pedanía, siendo una celebración popular y tradicional.
Otras fiestas importantes se realizan en mayo con la festividad de San José María Rubio y la festividad de la Cruz.
También en Semana Santa se realizan las procesiones del Jueves Santo y Viernes Santo.
En 1993 Dalías acogió el XII Festival de Música Tradicional de la Alpujarra. 
En 2006 el municipio de Dalías junto con el municipio de Tíjola acogieron, compartiendo la sede al 50 %, el XIV Festival Provincial de Música de Almería.
En el año 2022 Dalias volvió a ser la sede del Festival de Música Tradicional de la Alpujarra en su XXXIX edición, 29 años después de la primera ocasión.

### Gastronomía
La oferta gastronómica de Dalías se caracteriza por el empleo de ingredientes recogidos en sus huertas. Así, destacan los siguientes platos: el choto con ajos, la tortilla de présules (guisantes), la menestra de présules, la salsa de caracoles, el gazpacho de Dalías, la ensalada de pimientos, tomates y cebolla asados, la fritada  de verduras y carne, el potaje de Semana Santa con capotes, las migas de harina o pan, las verduras de la tierra, el arroz de caracoles, el potaje de bacalao y las habas del Campo de Dalías.